# El Molino, Bejucal de Ocampo
El Molino är en ort i Mexiko.   Den ligger i kommunen Bejucal de Ocampo och delstaten Chiapas, i den sydöstra delen av landet, 900 km sydost om huvudstaden Mexico City. El Molino ligger 2 168 meter över havet och antalet invånare är 483.
Terrängen runt El Molino är bergig österut, men västerut är den kuperad. Runt El Molino är det ganska tätbefolkat, med 108 invånare per kvadratkilometer. Närmaste större samhälle är Motozintla de Mendoza, 18,6 km sydväst om El Molino. I omgivningarna runt El Molino växer huvudsakligen savannskog.